# Палоло
Палоло (Palola viridis) са вид многочетинести червеи от семейство Eunicidae.
Таксонът е описан за пръв път от Джон Едуард Грей през 1847 година.